# Синельников, Алексей Константинович
Алексей Константинович Синельников — советский хозяйственный деятель, Герой Социалистического Труда.

## Биография
Родился в 1934 году в селе Новосельском. Член КПСС.
Окончил агрономический факультет Кубанского государственного университета.
В 1950—1994 — механизатор на жатках, комбайнёр, звеньевой механизированного звена колхоза имени Ленина Новокубанского района Краснодарского края.
Указом Президиума Верховного Совета СССР от 8 апреля 1971 года присвоено звание Героя Социалистического Труда с вручением ордена Ленина и золотой медали «Серп и Молот».
Делегат XXIV съезда КПСС.
Жил в Новокубанском районе Краснодарского края.

## Награды и звания
- Герой Социалистического Труда (09.04.1971)
- Орден Ленина (08.04.1971)
- Орден Трудового Красного Знамени (23.06.1966)